# Diwan (escola)
As escolas Diwan são escolas associativas onde o ensino das disciplinas é ministrado em bretão, língua que junto à língua francesa e o galo é uma das três modernas e históricas da Bretanha.